# August Larson (politiker)
August Larson (i riksdagen kallad Larson i Slättäng), född 20 november 1833 i Vänga församling, Älvsborgs län, död 29 april 1913 i Fristads församling, var en svensk lantbrukare och riksdagspolitiker. 
Larson var verksam som lantbrukare i Slättäng i Älvsborgs län. Han var som riksdagsman ledamot av riksdagens andra kammare från andra riksmötet 1887 till 1893, invald i Vedens och Bollebygds häraders valkrets.